# Ius noxae dandi
La locuzione latina ius noxae dandi racchiude un principio del diritto romano secondo il quale spettava al pater familias di consegnare (noxae deditio) il proprio figlio, che si fosse reso autore di un delitto, alla persona offesa attraverso il rituale della mancipatio. Uguale diritto spettava al dominus nei confronti dello schiavo autore di un delitto.
In pratica il pater, nel caso in cui il figlio fosse responsabile del delitto, poteva o sopportare la condanna oppure effettuare la noxae deditio.
Tale alternativa ci è tramandata dalle Istituzioni di Gaio
| G.4.75 «Ex maleficio filiorum familias seruorumque, ueluti si furtum fecerint aut iniuriam commiserint, noxales actiones proditae sunt, uti liceret patri dominoue aut litis aestimationem sufferre aut noxae dedere» | Per i delitti dei figli o degli schiavi, come ad esempio in caso di furtum o iniuria sono predisposte le azioni nossali, affinché sia consentito al padre o al proprietario (dello schiavo) o sopportare la condanna al pagamento di una somma di denaro (litis aestimatio) oppure di effettuare la noxae deditio |

Il ius noxae dandi viene meno nel diritto giustinianeo per quanto riguarda i figli, che del resto in quest'epoca storica hanno già raggiunto una sostanziale autonomia patrimoniale, mentre permane sugli schiavi.